# ザ・ダウンワード・スパイラル
『ザ・ダウンワード・スパイラル』(The Downward Spiral)は、ナイン・インチ・ネイルズが1994年3月に発表したセカンド・アルバムである。アメリカのビルボード誌で初登場2位を記録し、現在に至るまでナイン・インチ・ネイルズの代表作と言われ続けている。
リリースはナッシング・レコードから、配給はインタースコープ・レコードが手がけている。
『ローリング・ストーン誌が選ぶオールタイム・グレイテスト・アルバム500』に於いて、122位にランクイン。

## 収録曲
以下にアメリカ盤（オリジナル）の収録曲を記載する。ヨーロッパ盤の収録曲も同様であるが、日本盤のみジョイ・ディヴィジョンのカヴァー"Dead Souls"が10曲目に収録されている。
1. Mr. Self Destruct
2. Piggy
3. Heresy
4. March Of The Pigs
5. Closer
6. Ruiner
7. The Becoming
8. I Do Not Want This
9. Big Man With A Gun
10. A Warm Place
11. Eraser
12. Reptile
13. The Downward Spiral
14. Hurt

## 特徴
当時のトレント・レズナーの心理状態、1990年代のアメリカを取り巻く厭世観がはっきりと表れた作品である。当時のレズナーの心理状態としては1曲目のタイトルが「Mr. Self Destruct（ミスター自己破滅願望）」となっているように自己嫌悪、または"Eraser"と言うタイトル（あるいはその歌詞）で聴く事の出来るような疎外感がテーマとなっている。しかしその一方で"Closer"では他者とのコミュニケーション願望が表れているなど、矛盾や混沌に満ちた作品でもある。そうした自己の中に生まれた混乱は更に閉塞感までを生み出し、それ故に作品全体が大変に陰鬱な雰囲気で覆われている。
同じようなテーマを持った作品にピンク・フロイドが1979年に発表した「ザ・ウォール」があり、その類似性についてはレズナー本人が「ザ・ウォール」からインスピレーションを受けて作成したと公言している。

## 制作にまつわるエピソード
- 本作をレコーディングする際に、レズナーは家を借りている（「LE PIG Studio」と名付けられた）。その家は1969年にチャールズ・マンソンによって起こされた「シャロン・テート殺人事件」の現場となった家であった。レズナーは知らずに借りたという事だが、レコーディング終了後にこの家を手放している。現在この家は取り壊されているが、玄関のドアだけは取り壊しの前にレズナーが持ち帰り、新たなスタジオであるニューオリンズのNothing Studioの入り口に取り付けられた。殺人事件の時、このドアにはチャールズ・マンソンの信者たちによるPIGという殴り書きが残されており、さらにその文字は殺害されたシャロン・テートの血によって書かれていた。
- 本作からは"March Of The Pigs"、"Closer"がシングル・カットされ、両曲ともビデオ・クリップも作成された。"Closer"のビデオは作中に十字架に張り付けられたサルが出てくるシーンが問題となり、テレビではその部分はカットされている。また、その後に"Eraser"、"Hurt"の2曲のライブ映像がそのままビデオ・クリップとなった。
- リリース後にツアーの一環で1994年に開催された『ウッドストック 1994』に出演した。メンバー全員が泥まみれになったまま行われたステージングは大きな話題となった。その模様を収めた海賊版ビデオも多数出回るが、中には日本の衛星放送を録画しただけの劣悪な物もあった。公式な作品としては"The Only time"、"Sanctified"のパフォーマンスが、ビデオ作品集『Closure』に収録されるに留まった。